# Jennifer Crystal Foley
Jennifer Cristal Foley (nascida em 26 de Janeiro de 1973) é uma atriz estadunidense. Seus papéis mais notáveis são como Christie Parker na série Once and Again e como o personagem recorrente de Rachel Taub em House MD.
Cristal formou Northwestern University no ano de 1994. Jennifer é filha do ator Billy Crystal e irmã de Lindsay,também sua produtora.
Ela se casou com o namorado da faculdade Michael Foley em 2000. Os dois têm uma filha chamada Ella Ryan.

## Filmografia
| Filmes    | Filmes                                       | Filmes                     | Filmes        |
| Ano       | Filme                                        | Personagens                | Notas         |
| --------- | -------------------------------------------- | -------------------------- | ------------- |
| 1994      | City Slickers II: The Legend of Curly's Gold | Jogger                     |               |
| 1995      | Girl in the Cadillac                         | Holiday Inn Salesgirl      |               |
| 1995      | Losing Isaiah                                | Park Nanny                 |               |
| 1995      | The American President                       | Maria, White House Staffer |               |
| 1995      | Dracula: Dead and Loving It                  | Enfermeira                 |               |
| 1996      | The Making of a Hollywood Madam              | Shanna Fleiss              |               |
| 1997      | 35 Miles from Normal                         | Madeleine                  |               |
| 1997      | Father's Day                                 | Rose                       |               |
| 1997      | Don King: Only in America                    | Hank's Secretary           |               |
| 2001      | 61*                                          | Pat Maris                  |               |
| 2002      | A Midsummer Night's Rave                     | Lily                       |               |
| 2003      | They Would Love You in France                |                            |               |
| 2009      | Bride Wars                                   |                            | Voz adicional |
| Televisão |                                              |                            |               |
| Ano       | Titulo                                       | Personagens                | Notas         |
| 1991      | Sessions                                     |                            |               |
| 1993      | Beverly Hills, 90210                         | Deborah                    | 3 Episódios   |
| 1995      | ER (série                                    | Reba                       | 1 Episódio    |
| 1996      | Space: Above and Beyond                      | Nurse Larlee               | 1 Episódio    |
| 1997      | Arli$$                                       | Lisa Levine                | 1 Episódio    |
| 1997      | NYPD Blue                                    | Marlene Blevins            | 1 Episódio    |
| 1997      | Jenny (seriado)                              | Estilista Feminina         | 1 Episódio    |
| 1997      | Caroline in the City                         | Kathy                      | 1 Episódio    |
| 1998      | Cupid                                        | Kathy                      | 1 Episódio    |
| 2000–2001 | Once and Again                               | Christie Parker            |               |
| 2002      | The Practice                                 | Kelly Goss                 | 1 Episódio    |
| 2002      | Touched by an Angel                          | Gail                       | 1 Episódio    |
| 2002      | Providence (série)                           | Krista                     | 1 Episódio    |
| 2004      | Century City                                 | Mrs. Lazak                 | 1 Episódio    |
| 2005      | Inconceivable                                | Mommy Shopper              | 1 Episódio    |
| 2008–2011 | House MD                                     | Rachel Taub                |               |
| 2009      | Eureka (série)                               | Tabitha (voice only)       | 1 Episódio    |
| 2009      | CSI: Crime Scene Investigation               | Jennifer Delaney           |               |